# Bohuslav Havel Popel z Lobkowicz
Bohuslav Havel (Gallus) Popel z Lobkowicz (1543 – 7. června 1595 Blšany) byl český šlechtic, příslušník chlumecké větve (resp. její zbirožské linie) šlechtického rodu Lobkoviců. Uplatnil se v nižších úřadech, zastával post hejtmana berounského kraje.

## Původ a život
Narodil se v roce 1543 jako syn Jana III. Popela z Lobkowicz na Chlumci (1490 – 14. června 1569 Libochovice), pozdějšího dlouholetého nejvyššího hofmistra Českého království (1554–1569), a jeho manželky Anny Žehrovské z Kolowrat († po 1567). Jeho starším bratrem byl Jan V. Popel z Lobkowicz († 1590), který byl postupně prezidentem rady nad apelacemi, prezidentem české komory a hejtmanem německých lén, a Ladislav III. Popel z Lobkowicz (1537–1609), který v letech 1582–1587 zastával úřad prezidenta české komory.
Neprosadil se tolik, jako jeho starší bratři. Zastával jen post hejtmana berounského kraje.
Zemřel 7. června 1595 ve věku 52 let a byl pochován v kostele sv. Michala v Blšanech.

## Majetek
Vlastnil Blšany, Opálku a Točník.

## Rodina
Oženil se dvakrát, avšak obě manželství zůstala bezdětná. Poprvé vstoupil ve svazek manželský 30. ledna 1570 s Magdalenou ze Starhembergu, dcerou Erasma ze Starhembergu a jeho manželky Anny ze Schaumburgu. Podruhé se oženil po roce 1583 s Alžbětou Krakowskou z Kolowrat († 29. 4. 1597, pohřbena v Blšanech), dcerou Jindřicha Krakowského z Kolowrat na Všesulově († 1596) a jeho manželky Kateřiny Šlikové. Po Bohuslavově smrti zdědila Opálku a Blšany a pravděpodobně se podruhé provdala za Jiřího z Vchynic.